# Мездра (село)
Вижте пояснителната страница за други значения на Мездра.
Мездра (на македонска литературна норма: Мездра) e село в североизточната част на Северна Македония, част от община Свети Никола.

## География
Селото е разположено на 12 километра северно от общинския център град Свети Никола. Състои се от две махали – Стара и Нова Мездра.

## История
Мездра носи имената Чифлик Мездра и Економия Мездра. В 1994 и в 2002 година и двете махали са без жители.